# Endgame (televisieserie)
Endgame is een Canadese dramaserie die wordt uitgezonden op het kabeltelevisiekanaal Showcase.
De serie begint drie maanden na het overlijden van Arkady's verloofde Rosemary, op het moment dat Arkady een agorafobie heeft ontwikkeld. Arkady gebruikt zijn inzicht in het schaakspel voor het oplossen van zaken.

## Rolverdeling
- Shawn Doyle als Arkady Balagan – Voormalig Russisch schaakkampioen.
- Torrance Coombs als Sam Besht – Student en schaakfanaat. Sam is ook Arkady's assistent.
- Patrick Gallagher als Hugo – Hoofd van de beveiliging van het hotel.
- Katharine Isabelle als Danni – Barvrouw in het hotel.
- Melanie Papalia als Pippa – Het jongere zusje van Rosemary.
- Carmen Aguirre als Alcina – Schoonmaakster van het hotel.
- Veena Sood als Barbara Stilwell – De hotelmanager.